# Вергеза
Вергеза — река в России, протекает по Килемарскому району Республики Марий Эл. Устье реки находится в 93 км от устья Рутки по левому берегу. Длина реки составляет 12 км, площадь водосборного бассейна — 37,5 км².
Исток реки в болотах в 15 км к северо-западу от посёлка Килемары. Река течёт на юго-запад, всё течение проходит по ненаселённому лесу.

## Данные водного реестра
По данным государственного водного реестра России относится к Верхневолжскому бассейновому округу, водохозяйственный участок реки — Волга от устья реки Ока до Чебоксарского гидроузла (Чебоксарское водохранилище), без рек Сура и Ветлуга, речной подбассейн реки — Волга от впадения Оки до Куйбышевского водохранилища (без бассейна Суры). Речной бассейн реки — (Верхняя) Волга до Куйбышевского водохранилища (без бассейна Оки).
Код объекта в государственном водном реестре — 08010400312110000044027.